# Vũ Minh Hiếu
Vũ Minh Hiếu (sinh năm 1972) là một cựu cầu thủ bóng đá người Việt Nam. Anh từng thi đấu cho câu lạc bộ bóng đá Công an Hà Nội và đội tuyển quốc gia Việt Nam tai Tiger Cup 2000. Anh bắt đầu sự nghiệp bóng đá vào năm 1990, thi đấu cho đội bóng đá Công an Hà Nội dưới vai trò tiền vệ tấn công, từng được coi là một trong những tiền vệ công sáng tạo nhất của Việt Nam thời kỹ những năm 1990-2000.
Vũ Minh Hiếu từng 22 lần thi đấu cho Đội tuyển bóng đá quốc gia Việt Nam và ghi được 7 bàn thắng, cùng với Đội tuyển Việt Nam giành huy chương đồng SEA Games 1997. Anh chia tay sự nghiệp bóng đá ở cuối mùa giải V-League 2005 và chuyển sang làm một cảnh sát giao thông thuộc PC67, Công an Hà Nội.

## Sự nghiệp câu lạc bộ
Vũ Minh Hiếu sinh gia trong gia đình có cha là cựu cầu thủ bóng đá Vũ Quang Minh nên sớm bộc lộ đam mê bóng đá từ nhỏ. Tuy nhiên, niềm say mê này ban đầu không được ông Minh ủng hộ vì ông không muốn con cái mình vất vả vì theo nghiệp bóng đá. Tuy nhiên, ông chỉ ủng hộ Minh Hiếu theo đuổi sự nghiệp bóng đá khi anh thi trượt đại học và bắt đầu sự nghiệp ở đội bóng Công an Hà Nội.
Vũ Minh Hiếu dành phần lớn thời gian chơi cho Công an Hà Nội, cùng với đội bóng hai lần giành ngôi á quân Cúp Quốc gia (1995, 2001), á quân Giải bóng đá tập huấn mùa xuân 1999 đồng thời giành danh hièu Vua phá lưới của giải đấu với 8 bán thắng. Tổng cộng, Vũ Minh Hiếu đã thi đấu 128 trận cho Công an Hà Nội và ghi 33 bàn thắng. Anh cũng từng là đội trưởng của đội bóng.
Khi đội bóng giải thể vào năm 2002, Vũ Minh Hiếu thi đấu cho đội Hàng không Việt Nam và sau đó là LG Hà Nội ACB trước khi từ giã sự nghiệp vào năm 2005.

## Sự nghiệp quốc tế
Vũ Minh Hiếu lần đầu tiên thi đấu cho đội tuyển Việt Nam vào năm 1997 dưới thời huấn luyện viên Colin Murphy. Anh đã ghi hai bàn thắng trước đội tuyển Lào trong trận Việt Nam thắng 2-1 tại SEA Games 19, nơi đội tuyển Việt Nam giành huy chuơng đồng chung cuộc. Vì lối chơi khá tương đồng với danh thủ Nguyễn Hồng Sơn nên Minh Hiếu thường ít được sử dụng trong đội hình chính ở đội tuyển Việt Nam.
Trong một lần trả lời phỏng vấn năm 1998, anh đã chỉ đích danh một nhóm cầu thủ "quyền lực đen" ở đội tuyển Việt Nam là các cầu thủ đến từ câu lạc bộ Thể Công. Điều này đã dẫn đến việc huấn luyện viên đội tuyển Việt Nam khi đó là Alfred Riedl đã loại Minh Hiếu ra khỏi đội tuyển để tránh những mâu thuẫn không đáng có trong đội. Tuy nhiên, cũng chính Alfred Riedl sau đó đã gửi lời xin lỗi Minh Hiếu và gọi anh trở lại đội tuyển tham dự Tiger Cup 2000, tuy nhiên, Việt Nam chỉ lọt tới vòng bán kết và không giành được huy chương tại giải đấu.

## Đời tư
Vũ Minh Hiếu là con của cựu danh thủ bóng đá Vũ Quang Minh. Anh lập gia đình năm 2003 và có hai con gái.

## Danh hiệu

### Cá nhân
- Vua phá lưới Giải bóng đá tập huấn mùa xuân 1999